# Modernacris
Modernacris is een geslacht van rechtvleugeligen uit de familie Pyrgomorphidae. De wetenschappelijke naam van dit geslacht is voor het eerst geldig gepubliceerd in 1931 door Willemse.

## Soorten
Het geslacht Modernacris omvat de volgende soorten:
- Modernacris callosa Uvarov, 1937
- Modernacris carpentieri Willemse, 1949
- Modernacris controversa Willemse, 1931
- Modernacris forcipata Willemse, 1949
- Modernacris guentheri Ramme, 1941
- Modernacris simplex Willemse, 1935